# Jack Yellen
Jack Selig Yellen, född 6 juli 1892 i Polen, död 17 april 1991 i Concord i New York, var en amerikansk sångtextförfattare och manusförfattare.
Jack Yellen föddes i Polen, men emigrerade fem år gammal med sin familj till USA. Han växte upp i Buffalo och började skriva sångtexter under skoltiden.
Hans första samarbete var med kompositören George L. Cobb, men som textförfattare är Yellen mest känd för sitt samarbete med Milton Ager. Han samarbetade också med många andra kompositörer som Sammy Fein och Harold Arlen.
Han skrev texter till mer än 200 sånger under det tidiga 1900-talet. Till vaudevilleartisten Sophie Tucker skrev han My Yiddish Momme med text delvis på jiddisch vilken blev en stor framgång, kompositör var Lew Pollack.  Till Yellens mest kända och ännu populära låtar hör Happy days are here again och Ain't She Sweet. Sistnämnda låt från 1927 spelade The Beatles in en coverversion av 1961.
Yellen är krediterad manusförfattare till filmer som George White's scandal, Pigskin parade, Little Miss Broadway och Submarine Patrol.
Yellen var medlem av ASCAP:s styrelse mellan åren 1951 och 1969. Han valdes in i Songwriters Hall of Fame 1972 och i Buffalo Music Hall of Fame 1996.
Han avled i Concord, New York vid 98 års ålder.